# 윈도우 라이브 원케어
윈도우 라이브 원케어(Windows Live OneCare, 이전에는 윈도우 원케어 라이브로 알려져 있었음), 곧 공식 코드 이름 A1은 마이크로소프트사가 윈도우 운영 체제를 위해 개발한 컴퓨터 보안 서비스이다. 한 해의 등록비용은 49.95 달러이며, 최대 세 대의 컴퓨터 기준의 가격이다.

## 역사
마이크로소프트사는 윈도우 라이브라는 개념의 일부로서 원케어(OneCare)를 고안하였다. (자세한 것은 공식 아이디어스 웹사이트를 참조하라) 윈도우 라이브 원케어는 2005년 여름에 베타 상태로 진입하였다. 이 베타 프로그램은 공식 베타 이전에 착수된 바 있으며, 마이크로소프트의 오래된 베타 전달 시스템인 베타플레이스(BetaPlace)에 위치해 있었다. 2006년 5월 31일에 윈도우 라이브 원케어는 미국 소매점에서 공식 출시되었다.
윈도우 라이브 원케어 1.5 베타 버전은 2006년 10월 초에 마이크로소프트사가 공개하였다. 버전 1.5는 2007년 1월 3일에 제품을 생산할 것으로 발표되었으며, 공식 출시는 2007년 1월 30일부터 가능하게 되었다. 2007년 7월 4일에 베타 테스트가 버전 2.0대로 시작하였으며 마지막 버전은 2007년 11월 16일에 공개되었다.

## 기능
윈도우 라이브 원케어에는 바이러스 검사 소프트웨어, 방화벽, 백업, 백업 복구 유틸리티, 튜닝 유틸리티가 들어있다. 또한 악성 코드 방지 기능을 가진 윈도우 디펜더(이전 이름은 마이크로소프트 앤티스파이웨어)도 들어있다.

## 같이 보기
- 윈도우 라이브
- 윈도우 라이브 원케어 가족 보호
- 윈도우 라이브 원케어 보안 검사
- 윈도우 디펜더
- 마이크로소프트 시큐리티 에센셜